# Hippomenella mitzopoulosi
Hippomenella mitzopoulosi is een mosdiertjessoort uit de familie van de Romancheinidae. De wetenschappelijke naam van de soort is voor het eerst geldig gepubliceerd in 1936 door Kühn.